# PHP加速軟件
PHP加速軟件是一種將PHP程式碼編譯之後所產生的bytecode暫存在共享記憶體內供重複使用，以提升執行效率的插件軟件。

## PHP加速軟件列表

### Alternative PHP Cache
Alternative PHP Cache（APC）是一套開放原始碼的自由PHP加速軟體，除了可以把將PHP編譯產生的bytecode暫存在共享記憶體內重複使用，亦會把中間碼作優化。 能同所有版本的PHP一起工作，仍在活跃维护中，并将会被内置在PHP 6中。

### Turck MMCache
Turck MMCache是一套最廣泛使用的PHP加速軟件，由Dmitry Stogov開發，但目前已停止任何新發展。
- 網址：http://turck-mmcache.sourceforge.net/index_old.html（页面存档备份，存于）

### eAccelerator
eAccelerator誕生於2004年12月，是一個從Turck MMCache分支出來的軟件計劃，因此其源代碼仍保留了Turck MMCache的大部份內容。eAcceleration亦包含了PHP編碼器及其載體，但有關功能從2006年12月開始不再提供，而相關部份的發展亦因此而中斷了。支援PHP 4及所有PHP 5版本，包括5.2。在旧版中，编码器仅能与PHP 4.x.x分支版本一同工作。仍在eAccelerator将不会和任何其他PHP版本一同工作。仍在积极维护中。
- 網址：http://eaccelerator.net/（页面存档备份，存于）

### XCache
XCache是一套快速稳定的PHP代码加速器。在Linux下测试，高负载状况下表现良好，同时还支持ThreadSafe/Windows。解决了其他opcacher存在的问题，比如可以支持新的PHP版本。其中一个开发者也同时是Lighttpd的开发者。开发解决了一些限制在现有的解决方案中。支持PHP 5.x以上版本，仍在积极维护中。
- 网址： https://web.archive.org/web/20120224193029/http://xcache.lighttpd.net/

## 外部連結
- Benchmarking Drupal with PHP op-code caches: APC, eAccelerator and XCache (and Standard PHP) compared（页面存档备份，存于） from April 2008.
- PHP on Fire: Five Opcode Caches compared（页面存档备份，存于） including a complete chart（页面存档备份，存于） featuring Zend Platform, APC, XCache, eAccelerator ionCube Encoder and Standard PHP benchmarks. Made in October 2006.